# 瓦茲特倫 (加利福尼亞州)
瓦茲特倫（英語：Wadstrom）是位於美國加利福尼亞州文圖拉縣的一個非建制地區。該地的面積和人口皆未知。

## 地理
瓦茲特倫的座標為34°18′58″N 119°17′29″W / 34.31611°N 119.29139°W，而該地的平均海拔高度為40米（即131英尺）。